# Ponta Telha
A Ponta Telha é uma formação geológica costeira de São Tomé e Príncipe, localizada a Este da ilha do Príncipe. Este acidente geológico localiza-se entre a Praia do Boi e a Praia de Cabinda.